# Station balnéaire
Ne doit pas être confondu avec Station baleinière.
Pour les articles homonymes, voir Station balnéaire (roman) et Station.

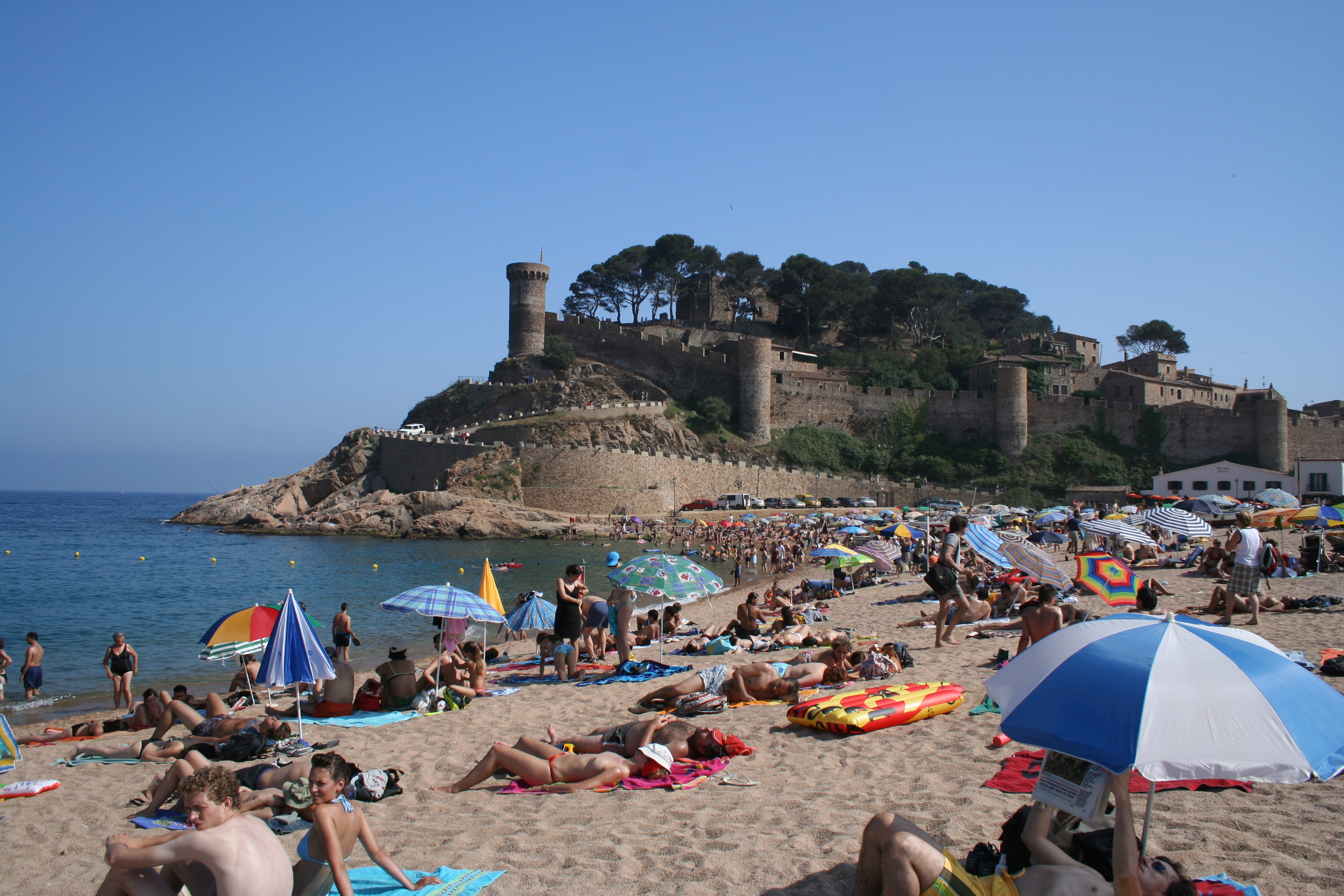
Tossa de Mar.

Une station balnéaire (du latin statio, de stare : « se tenir debout » et de balnearium, de balneum : « bain ») est un lieu de séjour situé en bord de mer ou tout autre endroit présentant des bains et aménagé pour l'accueil des vacanciers. Une station balnéaire peut être une ville littorale aménagée ou un site créé ex nihilo. Les principaux critères sont la qualité de l'environnement, le cadre de vie, les offres de loisirs, ainsi que les capacités d'hébergements.

## Historique
Apparues en 1730 sur les côtes anglaises, les élites urbaines venaient se ressourcer, ces villes de bains dites « thérapeutiques » se sont multipliées au XIXe siècle sur les côtes de la Normandie, de la mer du Nord, sur le littoral européen. C'est en 1930 que se démocratise l'accès à la plage avec l'instauration des congés payés, ce qui donne lieu à des déplacements massifs de population et des programmes massifs de constructions.

## Présentation
Les activités principales dans une station balnéaire sont : le tourisme, le commerce, les bains de mer, le thermalisme, la balnéothérapie, la thalassothérapie, etc. Comme des para-sol.

## L’architecture balnéaire, histoire d’un phénomène de société
L’influence du mouvement romantique
Jusqu’au XVIIIe siècle, les rivages maritimes apparaissent comme des lieux dangereux, ingrats, une sorte du territoire du vide. Ce sont les premiers romantiques qui font de la mer un lieu à contempler, source d'inspiration picturale ou littéraire. Des artistes partent à la recherche de nouveaux lieux, les plus pittoresques possible (pittoresque : qui est digne d'être peint). En quête de nouvelles sources d'inspiration, le bord de mer leur offre des thèmes chers au romantisme : sensibilité, exaltation, rêverie… tout en s’inscrivant dans le besoin de se soustraire aux espaces maîtrisés de la société industrielle.
L’invention des bains de mer
Parallèlement, et s'appuyant en cela sur les usages antiques, l'aristocratie européenne, surtout anglaise, invente les bains de mer. Il s'agit d'une pratique de santé qui, pense-t-on, par la suffocation procurée par l'immersion brutale dans la mer, régénère l'organisme. Par un contact direct de son corps quasi-nu avec les quatre éléments, l'homme recouvre son tonus, tel une plante végétale. Dès la seconde moitié du 19e, les bains de mer réparateurs de santés fragiles apparaissent surtout comme le prétexte à des séjours mondains dans un environnement modelé à ce seul usage. Concilier santé et loisirs d'été devint très à la mode. En France les bains de mer et de soleil lancés par la société privilégiée apparaissent vers 1920 en Normandie. À partir de ces années, “bronzé” rime avec “bonne santé”. De vastes demeures sont alors érigées pour la villégiature des classes aisées, dans la tradition du château à la campagne, à proximité de la mer mise en perspective : c’est la première appropriation du territoire qui marque la rupture avec les modes d'implantation traditionnels. À travers cette architecture balnéaire s'exprime un aspect de l'historicisme et de l'éclectisme (style néo-médiéval, néo-Renaisance, néo-classique, art déco, art nouveau, anglo-normand, italianisant (en)…) qui témoignent de l'importance des traités de constructions, des catalogues de vente nationaux permettant de choisir villas et produits manufacturés (ferronneries décoratives, grilles, garde-corps, auvents, décors de céramique…) et de la large diffusion des factures et pavillons réalisés pour les expositions universelles et coloniales qui mettent à la mode l'architecture orientaliste.

## Listes de stations balnéaires par pays

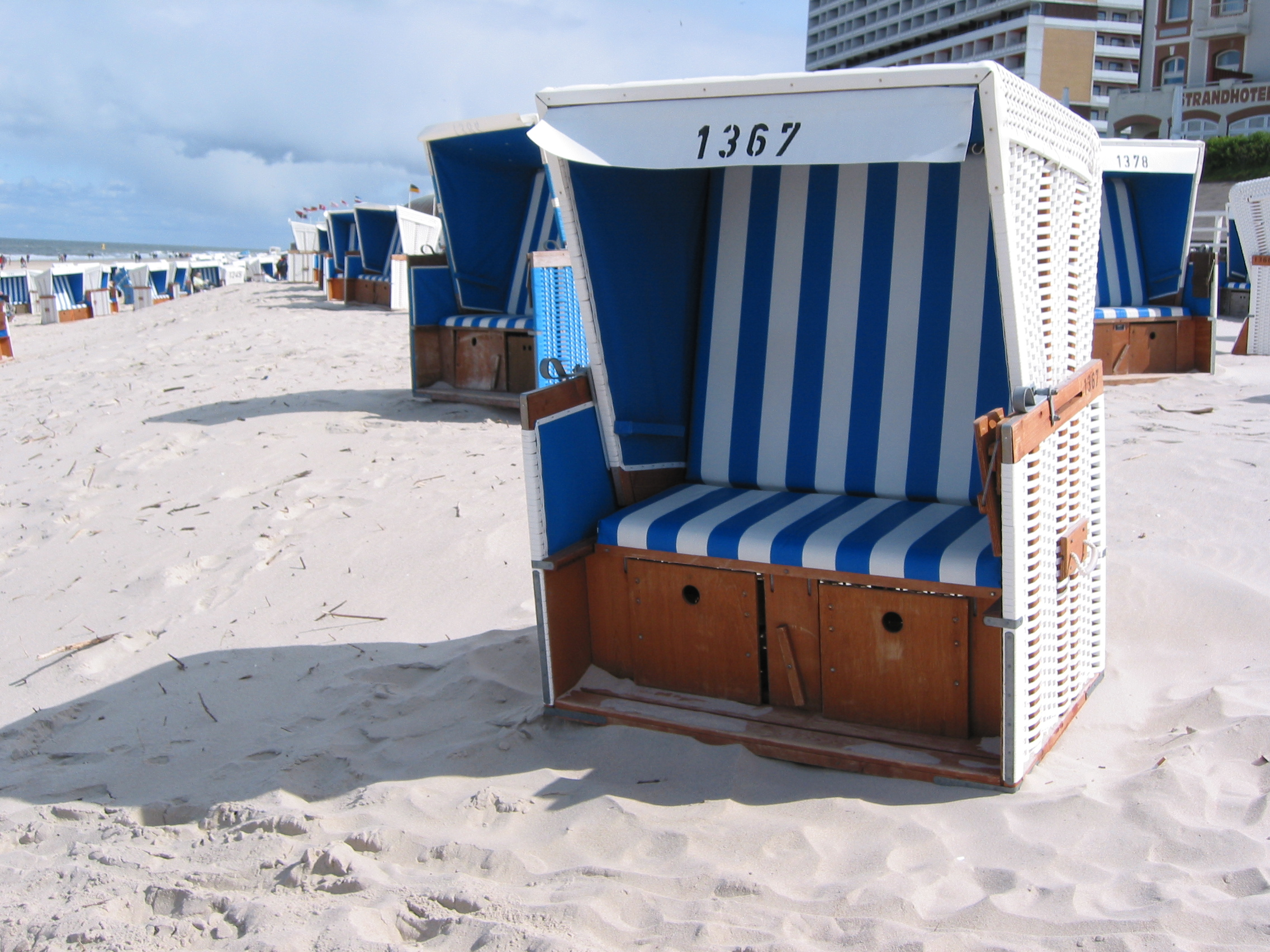
Fauteuil de plage sur le bord de la mer du Nord.

- Liste des stations balnéaires allemandes
- Liste des stations balnéaires belges
- Liste des stations balnéaires espagnoles
- Liste des stations balnéaires françaises
- Liste des stations balnéaires marocaines
- Liste des stations balnéaires portugaises
- Liste des stations balnéaires britanniques